# Élections législatives de 2022 dans le Loiret
Les élections législatives françaises de 2022 dans le Loiret se déroulent les 12 et 19 juin 2022. Dans le département, six députés sont à élire dans le cadre de six circonscriptions.

## Contexte

### Résultats de l'élection présidentielle de 2022 par circonscription
| Circonscription | 1er tour | 1er tour | 1er tour  |         | 2d tour | 2d tour |
| Circonscription | Macron   | Le Pen   | Mélenchon | Macron  | Le Pen  |         |
| --------------- | -------- | -------- | --------- | ------- | ------- | ------- |
| Circonscription |          |          |           |         |         |         |
| 1re             | 33,83 %  | 17,51 %  | 20,79 %   | 68,67 % | 31,33 % |         |
| 2e              | 29,87 %  | 22,40 %  | 20,84 %   | 61,65 % | 38,35 % |         |
| 3e              | 27,70 %  | 29,73 %  | 15,79 %   | 52,11 % | 47,89 % |         |
| 4e              | 24,97 %  | 32,65 %  | 16,77 %   | 47,99 % | 52,01 % |         |
| 5e              | 26,66 %  | 30,65 %  | 17,51 %   | 50,95 % | 49,05 % |         |
| 6e              | 29,92 %  | 21,91 %  | 21,26 %   | 62,62 % | 37,38 % |         |

## Système électoral
Les élections législatives ont lieu au scrutin uninominal majoritaire à deux tours dans des circonscriptions uninominales.
Est élu au premier tour le candidat qui réunit la majorité absolue des suffrages exprimés et un nombre de voix au moins égal au quart (25 %) des électeurs inscrits dans la circonscription. Si aucun des candidats ne satisfait ces conditions, un second tour est organisé entre les candidats ayant réuni un nombre de voix au moins égal à un huitième des inscrits (12,5 %) ; les deux candidats arrivés en tête du premier tour se maintiennent néanmoins par défaut si un seul ou aucun d'entre eux n'a atteint ce seuil. Au second tour, le candidat arrivé en tête est déclaré élu.
Le seuil de qualification basé sur un pourcentage du total des inscrits et non des suffrages exprimés rend plus difficile l'accès au second tour lorsque l'abstention est élevée. Le système permet en revanche l'accès au second tour de plus de deux candidats si plusieurs d'entre eux franchissent le seuil de 12,5 % des inscrits. Les candidats en lice au second tour peuvent ainsi être trois, un cas de figure appelé « triangulaire ». Les second tours où s'affrontent quatre candidats, appelés « quadrangulaire » sont également possibles, mais beaucoup plus rares.

### Partis et nuances
Les résultats des élections sont publiés en France par le ministère de l'Intérieur, qui classe les partis en leur attribuant des nuances politiques. Ces dernières sont décidées par les préfets, qui les attribuent indifféremment de l'étiquette politique déclarée par les candidats, qui peut être celle d'un parti ou une candidature sans étiquette.
En 2022, seules les coalitions Ensemble (ENS) et Nouvelle Union populaire écologique et sociale (NUP), ainsi que le Parti radical de gauche (RDG), l'Union des démocrates et indépendants (UDI), Les Républicains (LR), le Rassemblement national (RN) et Reconquête (REC) se voient attribuer  une nuance propre,,.
Tous les autres partis se voient attribuer l'une ou l'autre des nuances suivantes : DXG (divers extrême gauche), DVG (divers gauche), ECO (écologiste), REG (régionaliste), DVC (divers centre), DVD (divers droite), DSV (droite souverainiste) et DXD (divers extrême droite). Des partis comme Debout la France ou Lutte ouvrière ne disposent ainsi pas de nuance propre, et leurs résultats nationaux ne sont pas publiés séparément par le ministère, car mélangés avec d'autres partis (respectivement dans les nuances DSV et DXG),.

## Résultats

### Élus
| Circonscription                                 | Député sortant    | Parti | Parti | Groupe | Député élu ou réélu | Parti | Parti    | Groupe |
| ----------------------------------------------- | ----------------- | ----- | ----- | ------ | ------------------- | ----- | -------- | ------ |
| 1re                                             | Stéphanie Rist    |       | LREM  | LREM   | Stéphanie Rist      |       | LREM     | RE     |
| 2e                                              | Caroline Janvier  |       | LREM  | LREM   | Caroline Janvier    |       | LREM     | RE     |
| 3e                                              | Claude de Ganay   |       | LR    | LR     | Mathilde Paris      |       | RN       | RN     |
| 4e                                              | Jean-Pierre Door* |       | LR    | LR     | Thomas Ménagé       |       | LAF - RN | RN     |
| 5e                                              | Marianne Dubois*  |       | LR    | LR     | Anthony Brosse      |       | LREM     | RE     |
| 6e                                              | Richard Ramos     |       | MoDem | MoDem  | Richard Ramos       |       | MoDem    | DEM    |
| * député sortant ne se représentant pas en 2022 |                   |       |       |        |                     |       |          |        |

### Résultats à l'échelle du département

#### Résultats par coalition
| Parti et coalition                                           | Parti et coalition                                           | Parti et coalition                              | Premier tour | Premier tour | Premier tour | Second tour   | Second tour   | Second tour | Total Sièges  | +/-           |  |
| Parti et coalition                                           | Parti et coalition                                           | Parti et coalition                              | Voix         | %            | Sièges       | Voix          | %             | Sièges      | Total Sièges  | +/-           |  |
| ------------------------------------------------------------ | ------------------------------------------------------------ | ----------------------------------------------- | ------------ | ------------ | ------------ | ------------- | ------------- | ----------- | ------------- | ------------- |  |
|                                                              |                                                              | La République en marche (LREM)                  | 40 163       | 18,14        | 0            | 56 445        | 28,38         | 3           | 3             | 1             |  |
|                                                              | Mouvement démocrate (MoDem)                                  | 19 271                                          | 8,70         | 0            | 34 281       | 17,24         | 1             | 1           | en stagnation |               |  |
| Total Ensemble (ENS)                                         | Total Ensemble (ENS)                                         | 59 434                                          | 26,84        | 0            | 90 726       | 45,62         | 4             | 4           | 1             |               |  |
|                                                              |                                                              | Rassemblement national (RN)                     | 41 577       | 18,78        | 0            | 32 582        | 16,38         | 1           | 1             | 1             |  |
|                                                              | L'Avenir français - Rassemblement national (LAF - RN)        | 10 986                                          | 4,96         | 0            | 19 087       | 9,60          | 1             | 1           | Nv            |               |  |
| Total Rassemblement national et alliés (RN)                  | Total Rassemblement national et alliés (RN)                  | 52 563                                          | 23,74        | 0            | 51 669       | 25,98         | 2             | 2           | 2             |               |  |
|                                                              |                                                              | La France insoumise (LFI)                       | 22 747       | 10,27        | 0            | 14 073        | 7,08          | 0           | 0             | en stagnation |  |
|                                                              | Parti socialiste (PS)                                        | 10 989                                          | 4,96         | 0            | 15 080       | 7,58          | 0             | 0           | en stagnation |               |  |
|                                                              | Génération.s (G·s)                                           | 10 338                                          | 4,67         | 0            | 16 280       | 8,19          | 0             | 0           | Nv            |               |  |
|                                                              | Parti communiste français (PCF)                              | 6 789                                           | 3,07         | 0            | 11 037       | 5,55          | 0             | 0           | en stagnation |               |  |
| Total Nouvelle Union populaire écologique et sociale (NUPES) | Total Nouvelle Union populaire écologique et sociale (NUPES) | 50 863                                          | 22,97        | 0            | 56 470       | 28,40         | 0             | 0           | en stagnation |               |  |
|                                                              |                                                              | Les Républicains (LR)                           | 24 383       | 11,01        | 0            |               |               |             | 0             | 3             |  |
|                                                              | Union des démocrates et indépendants (UDI)                   | 4 621                                           | 2,09         | 0            | 0            | en stagnation |               |             |               |               |  |
| Total Union de la droite et du centre (UDC)                  | Total Union de la droite et du centre (UDC)                  | 29 004                                          | 13,10        | 0            | 0            | 3             |               |             |               |               |  |
|                                                              |                                                              | Reconquête (REC)                                | 7 580        | 3,42         | 0            | 0             | Nv            |             |               |               |  |
|                                                              | Centre national des indépendants et paysans (CNIP)           | 1 166                                           | 0,53         | 0            | 0            | Nv            |               |             |               |               |  |
| Total Reconquête et alliés (REC)                             | Total Reconquête et alliés (REC)                             | 8 746                                           | 3,95         | 0            | 0            | Nv            |               |             |               |               |  |
|                                                              | Dissidents Union des démocrates et indépendants              | Dissidents Union des démocrates et indépendants | 3 289        | 1,49         | 0            | 0             | Nv            |             |               |               |  |
|                                                              | Parti animaliste (PA)                                        | Parti animaliste (PA)                           | 3 204        | 1,45         | 0            | 0             | en stagnation |             |               |               |  |
|                                                              | Lutte ouvrière (LO)                                          | Lutte ouvrière (LO)                             | 2 637        | 1,19         | 0            | 0             | en stagnation |             |               |               |  |
|                                                              | Le Mouvement de la ruralité (LMR)                            | Le Mouvement de la ruralité (LMR)               | 1 785        | 0,81         | 0            | 0             | Nv            |             |               |               |  |
|                                                              | Dissidents Les Républicains                                  | Dissidents Les Républicains                     | 1 745        | 0,79         | 0            | 0             | Nv            |             |               |               |  |
|                                                              |                                                              | Les Patriotes (LP)                              | 1 493        | 0,67         | 0            | 0             | Nv            |             |               |               |  |
| Total Union pour la France (UPF)                             | Total Union pour la France (UPF)                             | 1 493                                           | 0,67         | 0            | 0            | en stagnation |               |             |               |               |  |
|                                                              | Écologie au centre (EAC)                                     | Écologie au centre (EAC)                        | 1 260        | 0,57         | 0            | 0             | Nv            |             |               |               |  |
|                                                              |                                                              | Gilets jaunes (GJ)                              | 1 178        | 0,53         | 0            | 0             | Nv            |             |               |               |  |
| Total Convergence RIC (CRIC)                                 | Total Convergence RIC (CRIC)                                 | 1 178                                           | 0,53         | 0            | 0            | Nv            |               |             |               |               |  |
|                                                              | Les Altruistes (LA)                                          | Les Altruistes (LA)                             | 526          | 0,24         | 0            | 0             | Nv            |             |               |               |  |
|                                                              | Union des démocrates musulmans français (UDMF)               | Union des démocrates musulmans français (UDMF)  | 492          | 0,22         | 0            | 0             | en stagnation |             |               |               |  |
|                                                              | Parti ouvrier indépendant démocratique (POID)                | Parti ouvrier indépendant démocratique (POID)   | 330          | 0,15         | 0            | 0             | Nv            |             |               |               |  |
|                                                              | Sans étiquette (SE)                                          | Sans étiquette (SE)                             | 2 881        | 1,30         | 0            | 0             | en stagnation |             |               |               |  |
|                                                              |                                                              |                                                 |              |              |              |               |               |             |               |               |  |
| Suffrages exprimés                                           | Suffrages exprimés                                           | Suffrages exprimés                              | 221 430      | 97,87        |              | 198 865       | 91,18         |             |               |               |  |
| Votes blancs                                                 | Votes blancs                                                 | Votes blancs                                    | 3 482        | 1,54         | 14 107       | 6,47          |               |             |               |               |  |
| Votes nuls                                                   | Votes nuls                                                   | Votes nuls                                      | 1 343        | 0,60         | 5 141        | 2,36          |               |             |               |               |  |
| Total                                                        | Total                                                        | Total                                           | 226 255      | 100          | 0            | 218 113       | 100           | 6           | 6             | en stagnation |  |
| Abstentions                                                  | Abstentions                                                  | Abstentions                                     | 233 165      | 50,75        |              | 241 365       | 52,53         |             |               |               |  |
| Inscrits/Participation                                       | Inscrits/Participation                                       | Inscrits/Participation                          | 459 420      | 49,25        | 459 478      | 47,47         |               |             |               |               |  |

#### Résultats par nuance
| Nuance                 | Nuance                                         | Nuance                 | Premier tour | Premier tour | Premier tour | Second tour | Second tour   | Second tour | Total Sièges | +/-           |  |
| Nuance                 | Nuance                                         | Nuance                 | Voix         | %            | Sièges       | Voix        | %             | Sièges      | Total Sièges | +/-           |  |
| ---------------------- | ---------------------------------------------- | ---------------------- | ------------ | ------------ | ------------ | ----------- | ------------- | ----------- | ------------ | ------------- |  |
|                        | Ensemble !                                     | ENS                    | 59 434       | 26,84        | 0            | 90 726      | 45,62         | 4           | 4            | 1             |  |
|                        | Rassemblement national                         | RN                     | 52 563       | 23,74        | 0            | 51 669      | 25,98         | 2           | 2            | 2             |  |
|                        | Nouvelle Union populaire écologique et sociale | NUP                    | 50 863       | 22,97        | 0            | 56 470      | 28,40         | 0           | 0            | en stagnation |  |
|                        | Les Républicains                               | LR                     | 24 383       | 11,01        |              |             |               | 0           | 0            | 3             |  |
|                        | Reconquête                                     | REC                    | 8 746        | 3,95         | 0            | 0           | Nv            |             |              |               |  |
|                        | Divers droite                                  | DVD                    | 6 819        | 3,08         | 0            | 0           | en stagnation |             |              |               |  |
|                        | Union des démocrates et indépendants           | UDI                    | 4 621        | 2,09         | 0            | 0           | en stagnation |             |              |               |  |
|                        | Ecologistes                                    | ECO                    | 4 464        | 2,02         | 0            | 0           | en stagnation |             |              |               |  |
|                        | Divers                                         | DIV                    | 3 064        | 1,38         | 0            | 0           | en stagnation |             |              |               |  |
|                        | Divers extrême gauche                          | DXG                    | 2 967        | 1,34         | 0            | 0           | en stagnation |             |              |               |  |
|                        | Divers gauche                                  | DVG                    | 2 013        | 0,91         | 0            | 0           | en stagnation |             |              |               |  |
|                        | Droite souverainiste                           | DSV                    | 1 493        | 0,67         | 0            | 0           | en stagnation |             |              |               |  |
|                        |                                                |                        |              |              |              |             |               |             |              |               |  |
| Suffrages exprimés     | Suffrages exprimés                             | Suffrages exprimés     | 221 430      | 97,87        |              | 198 865     | 91,18         |             |              |               |  |
| Votes blancs           | Votes blancs                                   | Votes blancs           | 3 482        | 1,54         | 14 107       | 6,47        |               |             |              |               |  |
| Votes nuls             | Votes nuls                                     | Votes nuls             | 1 343        | 0,60         | 5 141        | 2,36        |               |             |              |               |  |
| Total                  | Total                                          | Total                  | 226 255      | 100          | 0            | 218 113     | 100           | 6           | 6            | en stagnation |  |
| Abstentions            | Abstentions                                    | Abstentions            | 233 165      | 50,75        |              | 241 365     | 52,53         |             |              |               |  |
| Inscrits/Participation | Inscrits/Participation                         | Inscrits/Participation | 459 420      | 49,25        | 459 478      | 47,47       |               |             |              |               |  |

### Cartes

Nuance politique des candidats arrivés en tête dans chaque commune au 1er tour.
Nuance politique des candidats arrivés en tête dans chaque commune au 2e tour.

### Résultats par circonscription

#### Première circonscription
Députée sortante : Stéphanie Rist (La République en marche).
| Candidat                 | Candidat                 | Parti et coalition       | Nuance                   | Premier tour | Premier tour | Second tour | Second tour |
| Candidat                 | Candidat                 | Parti et coalition       | Nuance                   | Voix         | %            | Voix        | %           |
| ------------------------ | ------------------------ | ------------------------ | ------------------------ | ------------ | ------------ | ----------- | ----------- |
|                          | Stéphanie Rist           | LREM (ENS)               | ENS                      | 13 988       | 36,49        | 20 163      | 57,21       |
|                          | Ghislaine Kounowski,     | PS (NUPES)               | NUP                      | 10 989       | 28,67        | 15 080      | 42,79       |
|                          | François-Valbert Helie   | RN                       | RN                       | 5 842        | 15,24        |             |             |
|                          | Thierry Cousin           | UDI (UDC)                | UDI                      | 4 621        | 12,06        |             |             |
|                          | Patricia Lequen          | REC                      | REC                      | 1 689        | 4,41         |             |             |
|                          | Sabryna Khider           | LP (UPF)                 | DSV                      | 496          | 1,29         |             |             |
|                          | Claude Trepka            | LO                       | DXG                      | 470          | 1,23         |             |             |
|                          | Dounia Khuwaylid         | UDMF                     | DIV                      | 235          | 0,61         |             |             |
|                          |                          |                          |                          |              |              |             |             |
| Votes valides            | Votes valides            | Votes valides            | Votes valides            | 38 330       | 98,08        | 35 243      | 93,14       |
| Votes blancs             | Votes blancs             | Votes blancs             | Votes blancs             | 554          | 1,42         | 1 870       | 4,94        |
| Votes nuls               | Votes nuls               | Votes nuls               | Votes nuls               | 195          | 0,50         | 727         | 1,92        |
| Total                    | Total                    | Total                    | Total                    | 39 079       | 100          | 37 840      | 100         |
| Abstention               | Abstention               | Abstention               | Abstention               | 38 526       | 49,64        | 39 754      | 51,23       |
| Inscrits / participation | Inscrits / participation | Inscrits / participation | Inscrits / participation | 77 605       | 50,36        | 77 594      | 48,77       |

#### Deuxième circonscription
Députée sortante : Caroline Janvier (La République en marche).
| Candidat                 | Candidat                 | Parti et coalition       | Nuance                   | Premier tour | Premier tour | Second tour | Second tour |
| Candidat                 | Candidat                 | Parti et coalition       | Nuance                   | Voix         | %            | Voix        | %           |
| ------------------------ | ------------------------ | ------------------------ | ------------------------ | ------------ | ------------ | ----------- | ----------- |
|                          | Caroline Janvier         | LREM (ENS)               | ENS                      | 11 978       | 29,10        | 20 535      | 55,78       |
|                          | Emmanuel Duplessy,       | G·s (NUPES)              | NUP                      | 10 338       | 25,12        | 16 280      | 44,22       |
|                          | Élodie Babin             | RN                       | RN                       | 7 911        | 19,22        |             |             |
|                          | Alexandre Houssard       | LR (UDC)                 | LR                       | 4 811        | 11,69        |             |             |
|                          | Jean-Paul Mallet         | REC                      | REC                      | 2 043        | 4,96         |             |             |
|                          | Yann Chaillou            | SE                       | DVG                      | 1 720        | 4,18         |             |             |
|                          | Sarah Bertran            | SE                       | DIV                      | 868          | 2,11         |             |             |
|                          | Anaïs Boyer              | PA                       | ECO                      | 737          | 1,79         |             |             |
|                          | Farida Megdoud           | LO                       | DXG                      | 496          | 1,21         |             |             |
|                          | Abdelrachid Achboune     | UDMF                     | DIV                      | 257          | 0,62         |             |             |
|                          |                          |                          |                          |              |              |             |             |
| Votes valides            | Votes valides            | Votes valides            | Votes valides            | 41 159       | 98,00        | 36 815      | 91,06       |
| Votes blancs             | Votes blancs             | Votes blancs             | Votes blancs             | 585          | 1,39         | 2 498       | 6,18        |
| Votes nuls               | Votes nuls               | Votes nuls               | Votes nuls               | 253          | 0,60         | 1 116       | 2,76        |
| Total                    | Total                    | Total                    | Total                    | 41 997       | 100          | 40 429      | 100         |
| Abstention               | Abstention               | Abstention               | Abstention               | 45 300       | 51,89        | 46 868      | 53,69       |
| Inscrits / participation | Inscrits / participation | Inscrits / participation | Inscrits / participation | 87 297       | 48,11        | 87 297      | 46,31       |

#### Troisième circonscription
Député sortant : Claude de Ganay (Les Républicains).
| Candidat                 | Candidat                 | Parti et coalition       | Nuance                   | Premier tour | Premier tour | Second tour | Second tour |
| Candidat                 | Candidat                 | Parti et coalition       | Nuance                   | Voix         | %            | Voix        | %           |
| ------------------------ | ------------------------ | ------------------------ | ------------------------ | ------------ | ------------ | ----------- | ----------- |
|                          | Mathilde Paris           | RN                       | RN                       | 10 931       | 30,82        | 16 846      | 52,22       |
|                          | Carine Barbier           | MoDem (ENS)              | ENS                      | 7 420        | 20,92        | 15 416      | 47,78       |
|                          | Kévin Merlot             | LFI (NUPES)              | NUP                      | 6 814        | 19,21        |             |             |
|                          | Claude de Ganay          | LR (UDC)                 | LR                       | 4 502        | 12,69        |             |             |
|                          | Jean-Luc Riglet          | UDI diss.                | DVD                      | 3 289        | 9,27         |             |             |
|                          | Isabelle Lamarque        | REC                      | REC                      | 1 235        | 3,48         |             |             |
|                          | Philippe Gourret-Guénin  | PA                       | ECO                      | 582          | 1,64         |             |             |
|                          | Michel Naulin            | LO                       | DXG                      | 465          | 1,31         |             |             |
|                          | Sébastien Cessac         | LA                       | DIV                      | 227          | 0,64         |             |             |
|                          |                          |                          |                          |              |              |             |             |
| Votes valides            | Votes valides            | Votes valides            | Votes valides            | 35 465       | 97,82        | 32 262      | 92,03       |
| Votes blancs             | Votes blancs             | Votes blancs             | Votes blancs             | 570          | 1,57         | 2 163       | 6,17        |
| Votes nuls               | Votes nuls               | Votes nuls               | Votes nuls               | 222          | 0,61         | 631         | 1,80        |
| Total                    | Total                    | Total                    | Total                    | 36 257       | 100          | 35 056      | 100         |
| Abstention               | Abstention               | Abstention               | Abstention               | 34 617       | 48,84        | 35 825      | 50,54       |
| Inscrits / participation | Inscrits / participation | Inscrits / participation | Inscrits / participation | 70 874       | 51,16        | 70 881      | 49,46       |

#### Quatrième circonscription
Député sortant : Jean-Pierre Door (Les Républicains), ne se représente pas.
| Candidat                 | Candidat                       | Parti et coalition       | Nuance                   | Premier tour | Premier tour | Second tour | Second tour |
| Candidat                 | Candidat                       | Parti et coalition       | Nuance                   | Voix         | %            | Voix        | %           |
| ------------------------ | ------------------------------ | ------------------------ | ------------------------ | ------------ | ------------ | ----------- | ----------- |
|                          | Thomas Ménagé                  | LAF - RN                 | RN                       | 10 986       | 31,45        | 19 087      | 63,36       |
|                          | Bruno Nottin                   | PCF (NUPES)              | NUP                      | 6 789        | 19,43        | 11 037      | 36,64       |
|                          | Jean-Michel Blanquer           | LREM (ENS)               | ENS                      | 6 600        | 18,89        |             |             |
|                          | Ariel Lévy                     | LR (UDC)                 | LR                       | 5 008        | 14,34        |             |             |
|                          | Philippe Moreau                | LMR                      | DVD                      | 1 707        | 4,89         |             |             |
|                          | Olivier Rohaut                 | GJ (CRIC)                | DIV                      | 1 178        | 3,37         |             |             |
|                          | Alexandre Cuignache            | CNIP                     | REC                      | 1 166        | 3,34         |             |             |
|                          | Romain d'Isoard de Chenerilles | PA                       | ECO                      | 652          | 1,87         |             |             |
|                          | Sylvie Lechevalier             | LP (UPF)                 | DSV                      | 427          | 1,22         |             |             |
|                          | Dominique Clergue              | LO                       | DXG                      | 421          | 1,21         |             |             |
|                          |                                |                          |                          |              |              |             |             |
| Votes valides            | Votes valides                  | Votes valides            | Votes valides            | 34 934       | 97,71        | 30 124      | 87,40       |
| Votes blancs             | Votes blancs                   | Votes blancs             | Votes blancs             | 591          | 1,64         | 3 218       | 9,34        |
| Votes nuls               | Votes nuls                     | Votes nuls               | Votes nuls               | 228          | 0,65         | 1 123       | 3,26        |
| Total                    | Total                          | Total                    | Total                    | 35 753       | 100          | 34 465      | 100         |
| Abstention               | Abstention                     | Abstention               | Abstention               | 39 061       | 52,21        | 40 372      | 53,95       |
| Inscrits / participation | Inscrits / participation       | Inscrits / participation | Inscrits / participation | 74 814       | 47,79        | 74 837      | 46,05       |

#### Cinquième circonscription
Députée sortante : Marianne Dubois (Les Républicains), ne se représente pas.
| Candidat                 | Candidat                 | Parti et coalition       | Nuance                   | Premier tour | Premier tour | Second tour | Second tour |
| Candidat                 | Candidat                 | Parti et coalition       | Nuance                   | Voix         | %            | Voix        | %           |
| ------------------------ | ------------------------ | ------------------------ | ------------------------ | ------------ | ------------ | ----------- | ----------- |
|                          | Valentin Manent          | RN                       | RN                       | 9 741        | 27,87        | 15 736      | 49,98       |
|                          | Anthony Brosse           | LREM (ENS)               | ENS                      | 7 597        | 21,74        | 15 747      | 50,02       |
|                          | Florence Chabirand       | LFI (NUPES)              | NUP                      | 6 594        | 18,87        |             |             |
|                          | Maxime Buizard           | LR (UDC)                 | LR                       | 6 520        | 18,66        |             |             |
|                          | Thierry Barjonet         | LR diss.                 | DVD                      | 1 745        | 4,99         |             |             |
|                          | Eric de Nas de Tourris   | REC                      | REC                      | 1 330        | 3,81         |             |             |
|                          | Laurent Mollière         | PA                       | ECO                      | 654          | 1,87         |             |             |
|                          | Céline Sottejeau         | LO                       | DXG                      | 436          | 1,25         |             |             |
|                          | Laurent Thébaut          | POID                     | DXG                      | 330          | 0,94         |             |             |
|                          |                          |                          |                          |              |              |             |             |
| Votes valides            | Votes valides            | Votes valides            | Votes valides            | 34 947       | 97,77        | 31 483      | 91,74       |
| Votes blancs             | Votes blancs             | Votes blancs             | Votes blancs             | 585          | 1,64         | 2 156       | 6,28        |
| Votes nuls               | Votes nuls               | Votes nuls               | Votes nuls               | 212          | 0,59         | 679         | 1,98        |
| Total                    | Total                    | Total                    | Total                    | 35 744       | 100          | 34 318      | 100         |
| Abstention               | Abstention               | Abstention               | Abstention               | 37 920       | 51,48        | 39 363      | 53,42       |
| Inscrits / participation | Inscrits / participation | Inscrits / participation | Inscrits / participation | 73 664       | 48,52        | 73 681      | 46,58       |

#### Sixième circonscription
Députée sortante : Richard Ramos (MoDem).
| Candidat                 | Candidat                       | Parti et coalition       | Nuance                   | Premier tour | Premier tour | Second tour | Second tour |
| Candidat                 | Candidat                       | Parti et coalition       | Nuance                   | Voix         | %            | Voix        | %           |
| ------------------------ | ------------------------------ | ------------------------ | ------------------------ | ------------ | ------------ | ----------- | ----------- |
|                          | Richard Ramos                  | MoDem (ENS)              | ENS                      | 11 851       | 32,38        | 18 865      | 57,27       |
|                          | Olivier Hicter                 | LFI (NUPES)              | NUP                      | 9 339        | 25,52        | 14 073      | 42,73       |
|                          | Carla Boubekeur                | RN                       | RN                       | 7 152        | 19,54        |             |             |
|                          | Chrystel de Filippi            | LR (UDC)                 | LR                       | 3 542        | 9,68         |             |             |
|                          | Anna Khelil                    | REC                      | REC                      | 1 283        | 3,51         |             |             |
|                          | Gaël Baumgartner               | EAC                      | ECO                      | 1 260        | 3,44         |             |             |
|                          | Raphaël Legros                 | PA                       | ECO                      | 579          | 1,58         |             |             |
|                          | Sébastien Bibet                | LP (UPF)                 | DSV                      | 570          | 1,56         |             |             |
|                          | David Choquel                  | LO                       | DXG                      | 349          | 0,95         |             |             |
|                          | Xavier Delaguette              | LA                       | DIV                      | 299          | 0,82         |             |             |
|                          | Théodore-Richard Toulougoussou | SE                       | DVG                      | 293          | 0,80         |             |             |
|                          | Dylan Silvestre                | LMR                      | DVD                      | 78           | 0,21         |             |             |
|                          |                                |                          |                          |              |              |             |             |
| Votes valides            | Votes valides                  | Votes valides            | Votes valides            | 36 595       | 97,78        | 32 938      | 91,48       |
| Votes blancs             | Votes blancs                   | Votes blancs             | Votes blancs             | 597          | 1,60         | 2 202       | 6,12        |
| Votes nuls               | Votes nuls                     | Votes nuls               | Votes nuls               | 233          | 0,62         | 865         | 2,40        |
| Total                    | Total                          | Total                    | Total                    | 37 425       | 100          | 36 005      | 100         |
| Abstention               | Abstention                     | Abstention               | Abstention               | 37 741       | 50,21        | 39 183      | 52,11       |
| Inscrits / participation | Inscrits / participation       | Inscrits / participation | Inscrits / participation | 75 166       | 49,79        | 75 188      | 47,89       |